# Тутеволь, Игорь Николаевич
Игорь Николаевич Тутеволь (7 июля 1941, Ойрот-Тура, Ойротская автономная область, Алтайский край, РСФСР, СССР — 1 июня 2009, Иркутск, Иркутская область, Россия) — советский и российский партийный и государственный деятель. Первый секретарь Восточно-Казахстанского обкома КП Казахстана (1989—1991). Главный федеральный инспектор по Иркутской области и Усть-Ордынскому Бурятскому автономному округу (2000—2002).

## Биография
В 1963 г. окончил Алтайский политехнический институт имени И. И. Ползунова по специальности «инженер-механик, машины и технология литейного производства», в 1982 г. — Академию общественных наук при ЦК КПСС.
В 1963—1976 гг. — на иркутском заводе «Радиоприемник»: мастер, заместитель начальника, начальник цеха, главный металлург, секретарь парткома.
В 1976—1982 гг. — заведующий отделом промышленности Иркутского обкома КПСС.
В 1982—1984 гг. — заведующий отделом оборонной промышленности Иркутского обкома КПСС.
В 1984—1987 гг. — инструктор отдела организационно-партийной работы ЦК КПСС.
В 1987—1989 гг. — второй секретарь Чимкентского обкома Компартии Казахстана, затем — заведующий отделом Отдел организационно-партийной и кадровой работы ЦК Компартии Казахстана.
В 1989—1991 гг. — первый секретарь Восточно-Казахстанского обкома Компартии Казахстана,
в 1990—1992 гг. — председатель Восточно-Казахстанского областного Совета народных депутатов,
в 1992—1995 гг. — первый заместитель главы администрации Восточно-Казахстанской области.
В 1995 году переходит на дипломатическую работу, в качестве советника по экономическим вопросам регионального посольства Республики Казахстан в городе Будапешт по странам Центральной и Восточной Европы. С 1999 года — временный поверенный в делах Республики Казахстан в Республике Польша.
В 2000 г. возвращается в Россию,
В 2000—2002 гг. — главный федеральный инспектор в Иркутской области и Усть-Ордынском Бурятском автономном округе.
С 2008 г. — заместитель генерального директора Иркутского филиала ОАО «Стройтрансгаз».
Имеет дипломатический ранг советника первого класса.
Депутат Верховного Совета Республики Казахстан 11-го и 12-го созывов. Народный депутат СССР созыва 1989—1991 годов (избран на дополнительных выборах 5 августа 1990), член Верховного Совета СССР.

## Награды и звания
Награждён орденом «Знак Почета», медалями.
Почетный профессор Восточно-Казахстанского государственного университета, член-корреспондент международной акмеологической Академии.